# Kali Hawk
Kali Hawk (Nueva York, 4 de octubre de 1986) es una actriz, comediante y modelo estadounidense. Ha participado en películas como Fifty Shades of Black, Solo para parejas, Damas en guerra y Peeples; también interpretó el papel de "Shelby" en la serie New Girl. Actualmente actúa en la serie Black Jesus.

## Filmografía seleccionada
- Lovers and Haters (2007) - Cortometraje
- Solo para parejas (2009)
- Misión Rockstar (2010)
- Damas en guerra (2011)
- Answer This! (2011)
- Let Go (2011)
- Peeples (2013)
- Cincuenta sombras de Black (2016)